# Baryconus unidens
Baryconus unidens är en stekelart som först beskrevs av Jean-Jacques Kieffer 1913.  Baryconus unidens ingår i släktet Baryconus och familjen Scelionidae. Inga underarter finns listade.